# Stichodactyla
A Stichodactyla a virágállatok (Anthozoa) osztályának tengerirózsák (Actiniaria) rendjébe, ezen belül a Stichodactylidae családjába tartozó típusnem.

## Tudnivalók
A Stichodactyla-fajok a trópusi tengerek lakói. Számos bohóchallal (Amphiprion) élnek szimbiózisban.

## Rendszerezése
A nembe az alábbi 5 faj tartozik:
- Stichodactyla gigantea (Forsskål, 1775)
- zöld szőnyeganemóna (Stichodactyla haddoni) (Saville-Kent, 1893)
- Stichodactyla helianthus (Ellis, 1768)
- Stichodactyla mertensii Brandt, 1835
- Stichodactyla tapetum (Hemprich & Ehrenberg in Ehrenberg, 1834)

## Képek a Stichodactyla-fajokról

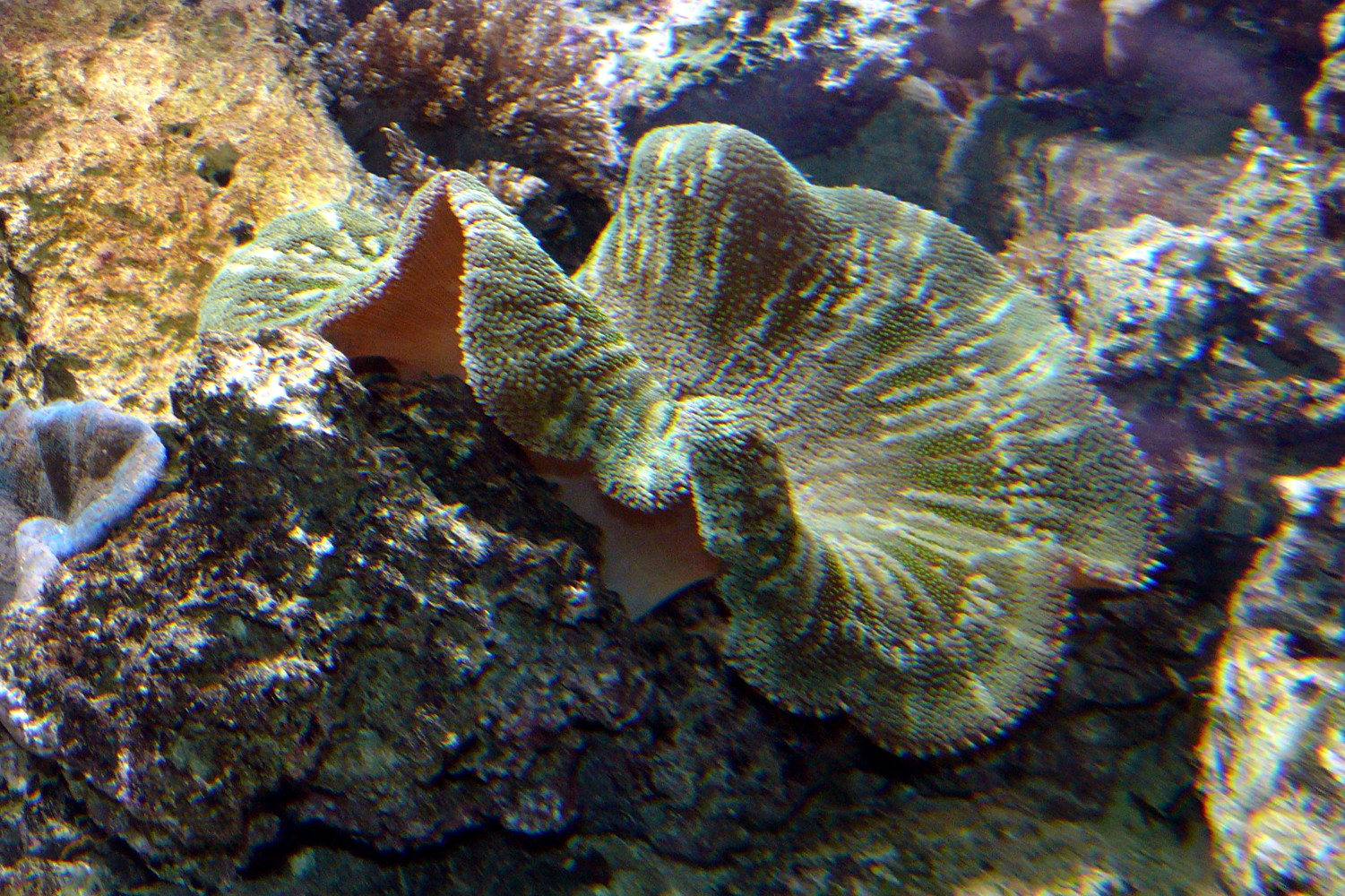
Stichodactyla haddoni
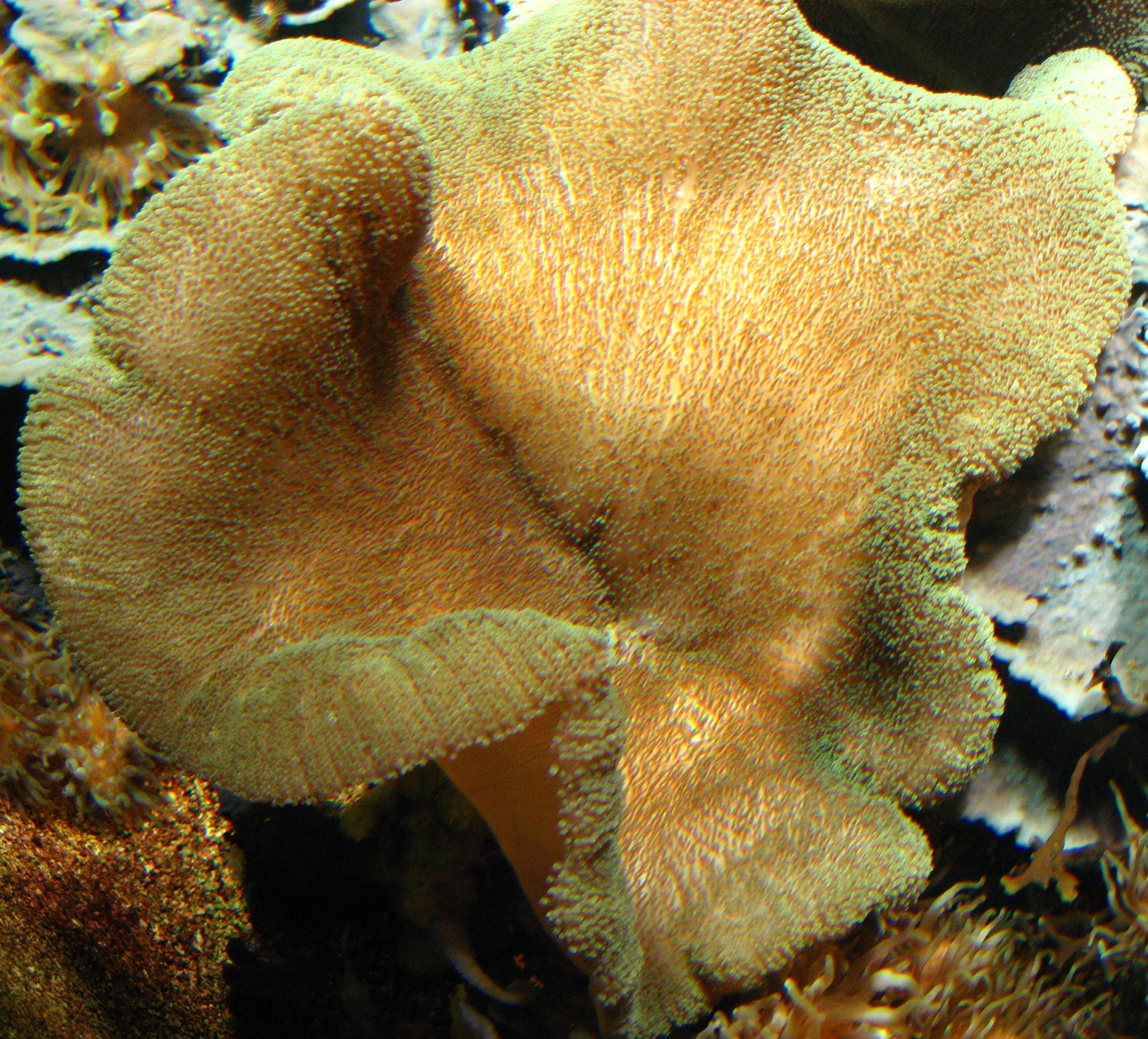
Stichodactyla helianthus

### Fordítás
- Ez a szócikk részben vagy egészben  a   Stichodactylidae című angol Wikipédia-szócikk ezen változatának fordításán alapul.  Az eredeti cikk szerkesztőit annak laptörténete sorolja fel. Ez a jelzés csupán a megfogalmazás eredetét és a szerzői jogokat jelzi, nem szolgál a cikkben szereplő információk forrásmegjelöléseként.